# Milliarium Aureum

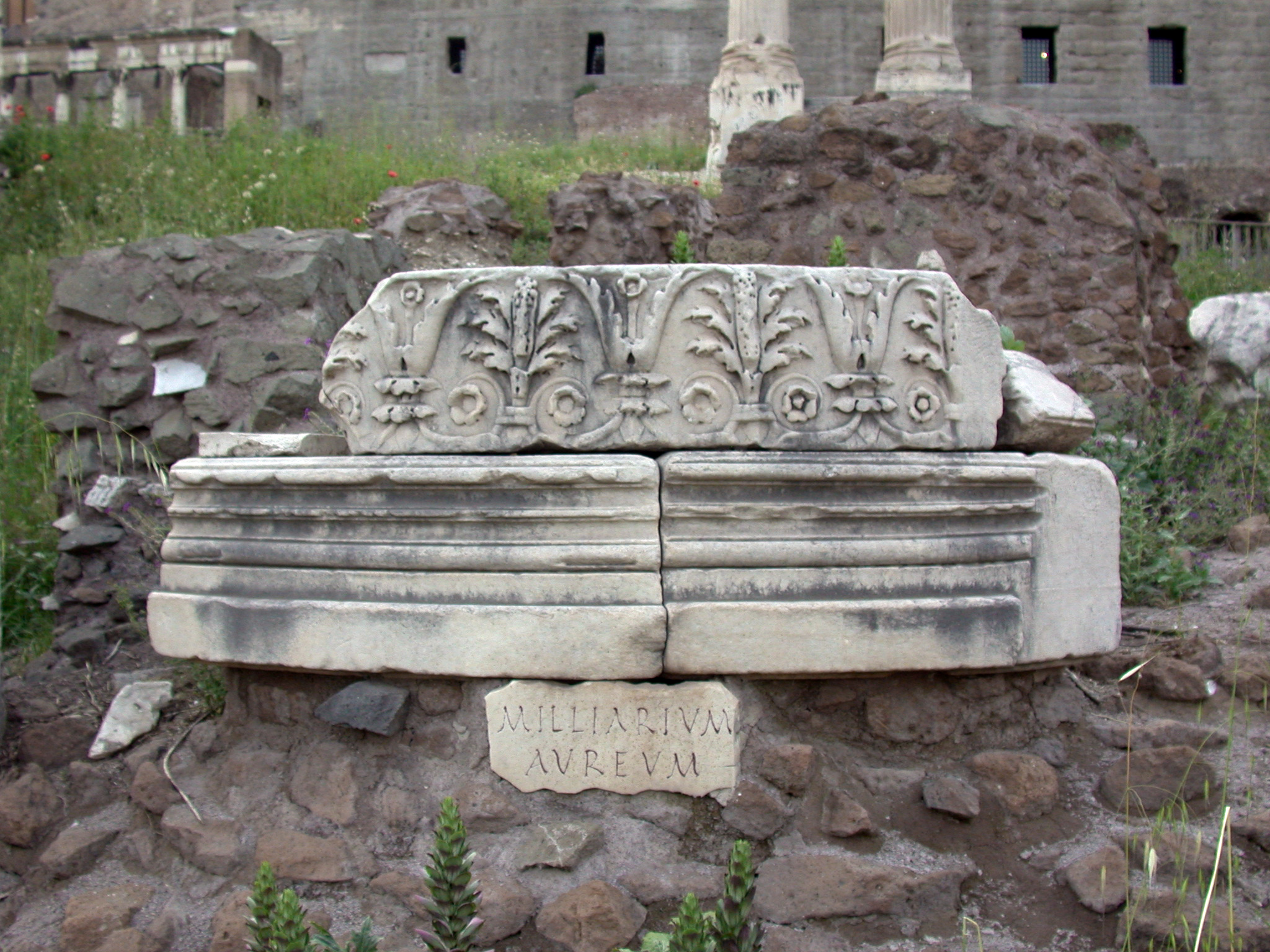
Resterna av Milliarium Aureum.

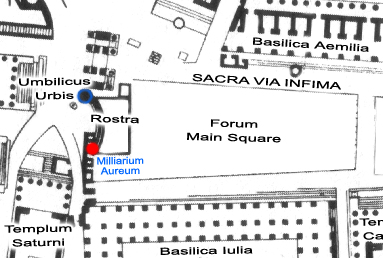
Milliarium Aureums läge på Forum Romanum markerat med en röd punkt.

Milliarium Aureum (latin ”den gyllene milstenen”) var en marmorpelare belagd med förgylld brons (därav namnet "den gyllene") på Forum Romanum i Rom, nära den plats där Septimius Severus triumfbåge senare uppfördes. Nuvarande plats är nära Saturnustemplet. Den invigdes år 20 f.Kr. av kejsar Augustus. Från Milliarium Aureum mätte man avståndet till de viktigaste städerna i det romerska imperiet. Dock beräknades avstånden inom Italien inte från denna punkt, utan från portarna i Serviusmuren.

### Webbkällor
- Hülsen, Christian (11 mars 1905). ”Milliarium aureum”. Il Foro Romano – Storia e Monumenti. http://penelope.uchicago.edu/Thayer/I/Gazetteer/Places/Europe/Italy/Lazio/Roma/Rome/Forum_Romanum/_Texts/Huelsen*/2/7.html. Läst 28 november 2015.